# Oricum

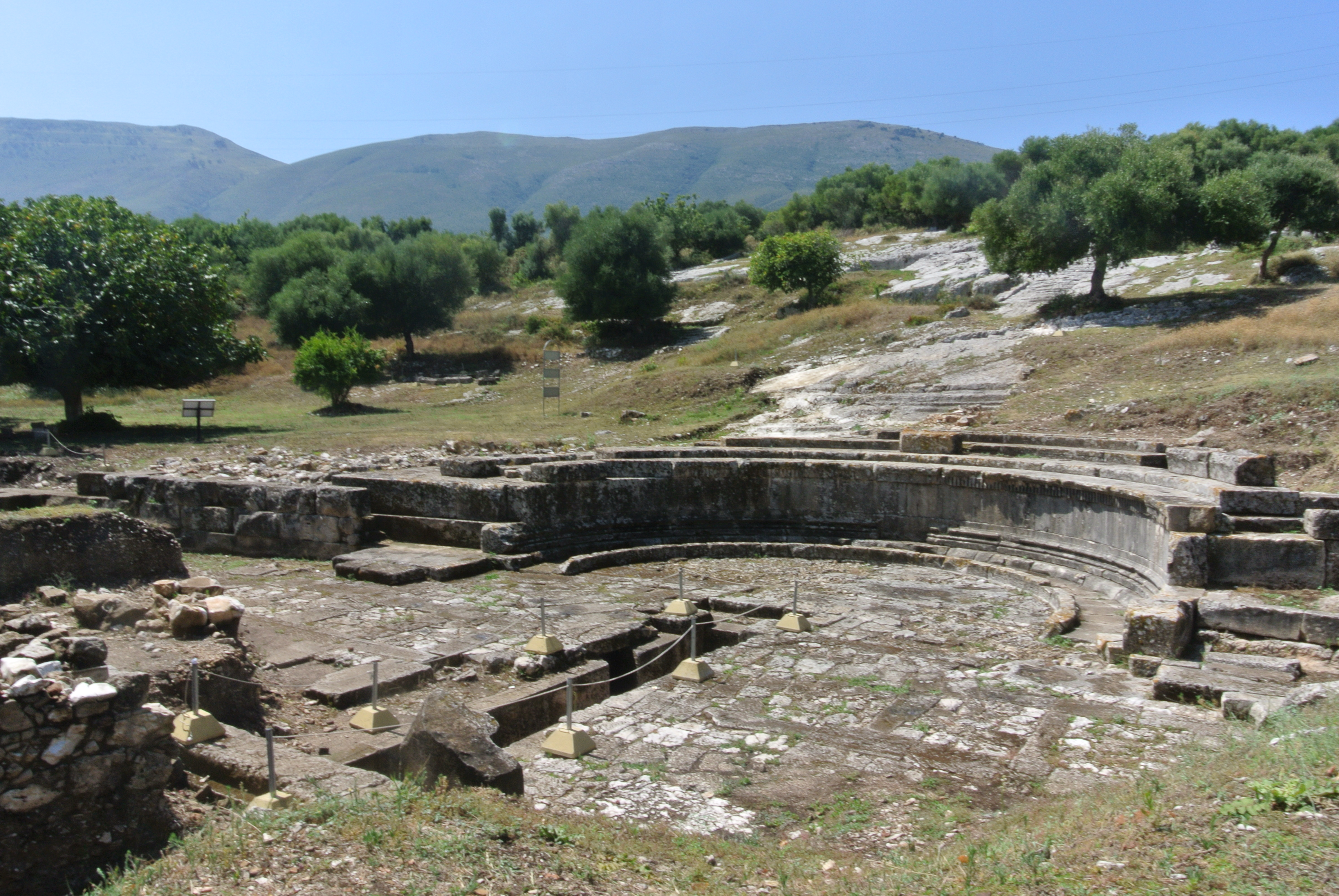
Ruinen der als Theater interpretierten Wassersammelanlage

Oricum (altgriechisch Ὤρικος Ṓrikos, auch Ὠρικόν Ōrikón) war eine antike Stadt in Illyrien. Sie lag südlich der albanischen Hafenstadt Vlora beim heutigen Ort Orikum, 42 Kilometer entfernt von Apollonia, der größten antiken Stadt der Region. Wegen seines geschützten Hafens am Südende der tiefen Bucht von Vlora war der Ort von der Antike bis in die Neuzeit militärisch begehrt. 
Oricum wurde auf einem 20 Meter hohen Hügel errichtet, der auf einer schmalen Landzunge zwischen Meer und Lagune liegt. Auch die Lagune hinter der Stadt wurde als Hafen genutzt. Am höchsten Punkt der Stadt befand sich eine Burg (Akropolis); der Burghügel umfasste eine Fläche von fünf Hektar. Es sind unter anderem Reste der Stadtbefestigung und Wohnhäusern erhalten, zudem Treppen, die den Hüge von mehreren Seiten erschließen. 

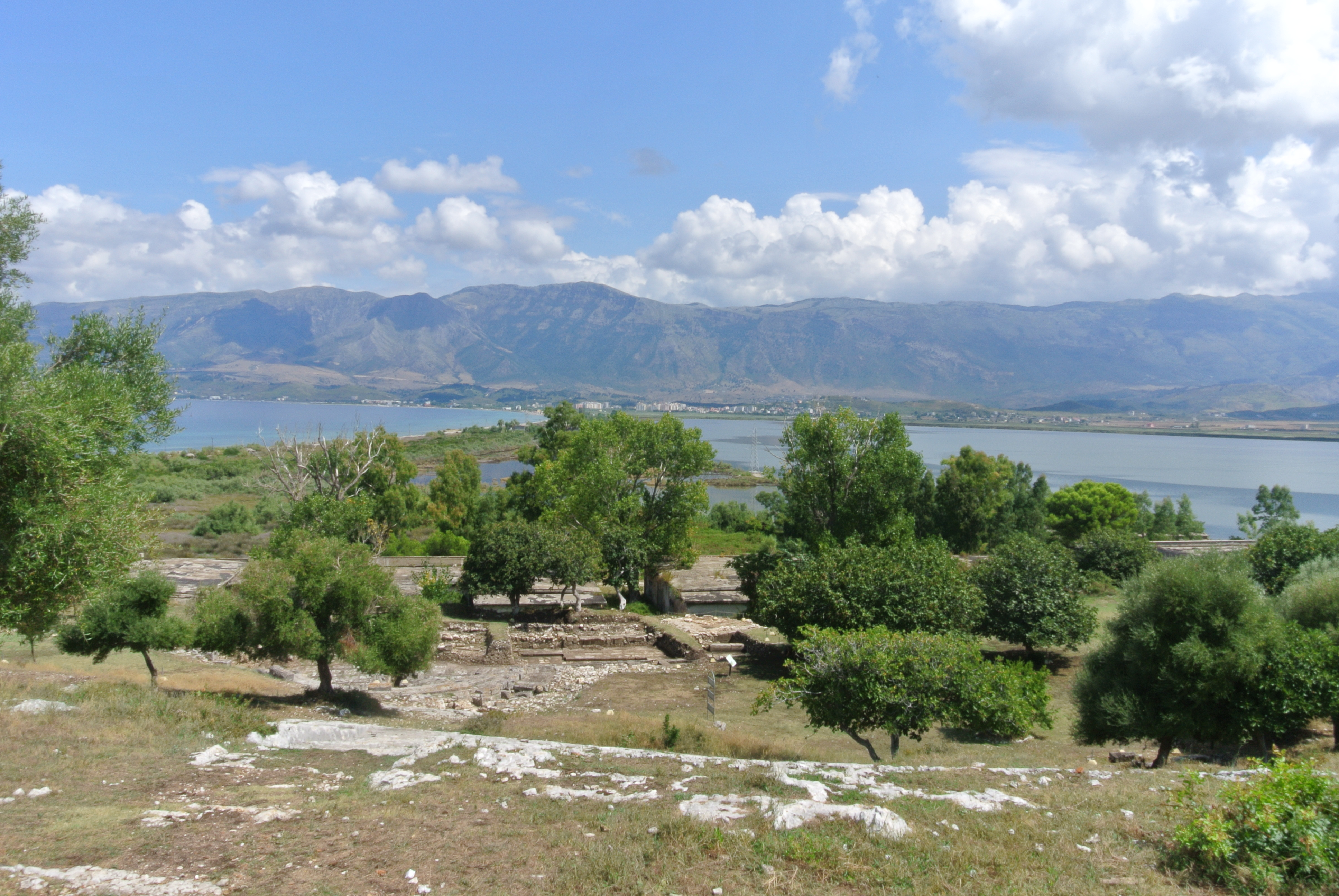
Blick vom Hügel über die Anlage mit der Lagune rechts und der Bucht von Vlora links

Die ältesten Funde aus Oricum, protokorinthische Scherben, datieren aus dem 6. Jahrhundert v. Chr. Historische Quellen verweisen auf eine mythische Gründung durch griechische Siedler im 8. Jahrhundert v. Chr., andere auf eine spätere Gründung durch Euböer. Funde verweisen auf eine Verbindung mit Korfu.
Oricum war wiederholt Kriegsschauplatz. Während des ersten römisch-makedonischen Krieges eroberte Philipp V. 214 v. Chr. die Stadt. Im römischen Bürgerkrieg zwischen Caesar und Pompeius besetzte Ersterer die Stadt im Januar des Jahres 48 v. Chr. Zerstörungen durch die Seite Letzteren dürften einen allmählichen Niedergang herbeigeführt haben.
In byzantinischer Zeit befand sich nahe der antiken Stadt ein kleiner Hafen, der Ericho/Jeriko genannt wurde – in diesem Namen taucht die antike Bezeichnung wieder auf. In osmanischer Zeit bekam der Hafen den Namen Paşaliman (Hafen des Paschas).
Die Lage des antiken Oricum wurde schon im 19. Jahrhundert von verschiedenen Forschungsreisenden aus Westeuropa identifiziert. 1926 besuchte der italienische Archäologe Luigi Ugolini, der in Butrint und Phoinike Ausgrabungen leitete, den Ort. 1958 wurde das Theater aus dem 1. Jahrhundert entdeckt, das seit Grabungen im Jahr 2013 als Wassersammelanlage aus dem 2. Jahrhundert v. Chr. verstanden wird. Weiter westlich, an den Hängen der Halbinsel Karaburun, wurde eine Nekropole entdeckt.
Die Ausgrabungen sind aktuell für Besucher nicht immer problemlos zugänglich, da sie sich auf dem Gebiet der Militärbasis Pashaliman befinden.